# Унзерфрау-Альтвайтра
Унзерфрау-Альтвайтра (нем. Unserfrau-Altweitra) — коммуна в Австрии, в федеральной земле Нижняя Австрия.
Входит в состав округа Гмюнд. Население составляет 1017 человек (на 31 декабря 2005 года). Занимает площадь 40,19 км². Официальный код — 30939.

## Политическая ситуация
Бургомистр коммуны — Рудольф Мюльнер (АНП) по результатам выборов 2005 года.
Совет представителей коммуны (нем. Gemeinderat) состоит из 19 мест.
- АНП занимает 15 мест.
- СДПА занимает 2 места.
- Партия Pesendorfer занимает 2 места.